# 哈耶纳
哈耶纳（西班牙語：Jayena）是西班牙安达卢西亚自治区格拉纳达省的一个市镇。总面积80平方公里，总人口1405人（2001年），人口密度18人/平方公里。